# Distretto di Afigya Kwabre Nord
Il distretto di Afigya Kwabre Nord (ufficialmente Afigya Kwabre North District, in inglese) è un distretto della regione di Ashanti del Ghana.
Il distretto è stato costituito nel 2018, capoluogo amministrativo è la città di Boamang.